# إدغار داي
إدغار داي هو لاعب هوكي الجليد كندي، ولد في 1 مايو 1883 في أوتاوا في كندا، وتوفي في 13 فبراير 1912 في هاليفاكس في كندا.